# Leander av Sevilla
Leander av Sevilla (spanska Leandro de Sevilla), född cirka 540 i Cartagena, Spanien, död 13 mars 600 i Sevilla, Spanien, var ärkebiskop av Sevilla från 584 till sin död. Leander var bror till Isidor, Fulgentius och Florentia.
Leander av Sevilla vördas som helgon inom Romersk-katolska kyrkan. Hans minnesdag firas den 13 mars.

## Biografi
Under 500-talet behärskade de arianska visigoterna den iberiska halvön (dagens Spanien och Portugal). Leander sökte förgäves förmå visigoternas kung Leovigild till katolicismen, men Leander lyckades omvända kungens son Hermenegild, som konverterade. Detta gjorde Leovigild rasande och han lät mörda sin son 585. Leovigild dog 586 och efterträddes av Reccared, vilken i januari 587 övergick till katolicismen.
Leander var tongivande vid det tredje konciliet i Toledo 589, vilket sammankallades av kung Reccared.